# Dzahani II
Dzahani II ou Dzahani est une ville de l'union des Comores, situé sur l'île de Grande Comore. Cette ville est sur la commune de Djoumoichongo (Itsandra-Hamanvou). En 2012, sa population est estimée à 1 587 habitants autrement connu sous le nom DZ2